# 迈克·麦克法兰
迈克·麦克法兰（英語：Mike McFarlane，1960年5月2日—2023年6月6日），英国男子田径运动员。他曾代表英国参加1980年、1984年和1988年夏季奥林匹克运动会田径比赛，其中1988年奥运会获得一枚银牌。